# Hadena glaciata
Hadena glaciata är en fjärilsart som beskrevs av Augustus Radcliffe Grote 1882. Hadena glaciata ingår i släktet Hadena och familjen nattflyn. Inga underarter finns listade i Catalogue of Life.